# Висічанська сільська рада
Висіча́нська сільська́ ра́да — колишня адміністративно-територіальна одиниця та орган місцевого самоврядування в Борщівському районі Тернопільської області. Адміністративний центр — с. Висічка.

## Загальні відомості
- Територія ради: 2,38 км²
- Населення ради: 586 осіб (станом на 2001 рік)
- Територією ради протікає річка Нічлава

30 червня 2016 р. увійшла до складу Борщівської міської ради.

## Населені пункти
Сільській раді були підпорядковані населені пункти:
- с. Висічка

## Населення
За переписом населення України 2001 року в сільській раді мешкали 584 особи.

### Мова
Розподіл населення за рідною мовою за даними перепису 2001 року:
| Мова       | Відсоток |
| ---------- | -------- |
| українська | 99,83 %  |
| російська  | 0,17 %   |

## Склад ради
Рада складалася з 12 депутатів та голови.
- Голова ради:
- Секретар ради: Каськів Галина Антонівна

### Керівний склад попередніх скликань
| Прізвище, ім'я, по батькові | Основні відомості                                    | Дата обрання | Дата звільнення |
| --------------------------- | ---------------------------------------------------- | ------------ | --------------- |
| Чомко Володимир Миколайович | Сільський голова, 1964 року народження, безпартійний | 26.03.2006   | 31.10.2010      |

Примітка: таблиця складена за даними сайту Верховної Ради України

### Депутати
За результатами місцевих виборів 2010 року депутатами ради стали:

#### За суб'єктами висування
| Суб'єкт висування | Кількість обраних депутатів | %   |
| ----------------- | --------------------------- | --- |
| Самовисування     | 12                          | 100 |

#### За округами
| № округу | Прізвище, ім'я, по батькові   | Дата визнання обраним | Освіта             | Партійна приналежність | Відомості про обраного депутата                     |
| -------- | ----------------------------- | --------------------- | ------------------ | ---------------------- | --------------------------------------------------- |
| 1        | Рібінський Іван Дмитрович     | 01.11.2010            | середня спеціальна | позапартійний          | Борщів ГАЗ, водій                                   |
| 2        | Луцький Сергій Володимирович  | 01.11.2010            | середня спеціальна | позапартійний          | Борщів ГАЗ, ст.майстер                              |
| 3        | Марущак Ігор Михайлович       | 01.11.2010            | середня спеціальна | позапартійний          | с. Стрілківці Українських Аграрних інвесицій, водій |
| 4        | Василів Любомир Васильович    | 01.11.2010            | середня спеціальна | позапартійний          | м. БорщівАТП 16138, акумуляторщик                   |
| 5        | Замойський Віталій Іванович   | 01.11.2010            | вища               | позапартійний          | тимчасово не працює                                 |
| 6        | Дикунець Галина Олександрівна | 01.11.2010            | середня спеціальна | позапартійна           | тимчасово не працює                                 |
| 7        | Каськів Галина Антонівна      | 01.11.2010            | середня спеціальна | позапартійна           | с. Висічка сільська рада, секретар                  |
| 8        | Пасічник Галина Іванівна      | 01.11.2010            | середня спеціальна | позапартійна           | тимчасово не працює                                 |
| 9        | Дараманчук Сергій Іванович    | 01.11.2010            | вища               | позапартійний          | тимчасово не працює                                 |
| 10       | Курмей Ніна Василівна         | 01.11.2010            | середня спеціальна | позапартійна           | тимчасово не працює                                 |
| 11       | Новіцький Іван Михайлович     | 01.11.2010            | середня спеціальна | позапартійний          | тимчасово не працює                                 |
| 12       | Новіцький Ігор Васильович     | 01.11.2010            | середня спеціальна | позапартійний          | тимчасово не працює                                 |